# Mitrovice (Mezno)
Mitrovice je vesnice, část obce Mezno v okrese Benešov. Nachází se asi 2 km na severovýchod od Mezna. V roce 2009 zde bylo evidováno 55 adres.
Mitrovice je také název katastrálního území o rozloze 3,83 km².

## Historie
První písemná zmínka o vesnici pochází z roku 1414.

## Pamětihodnosti
- Boží muka

## Galerie

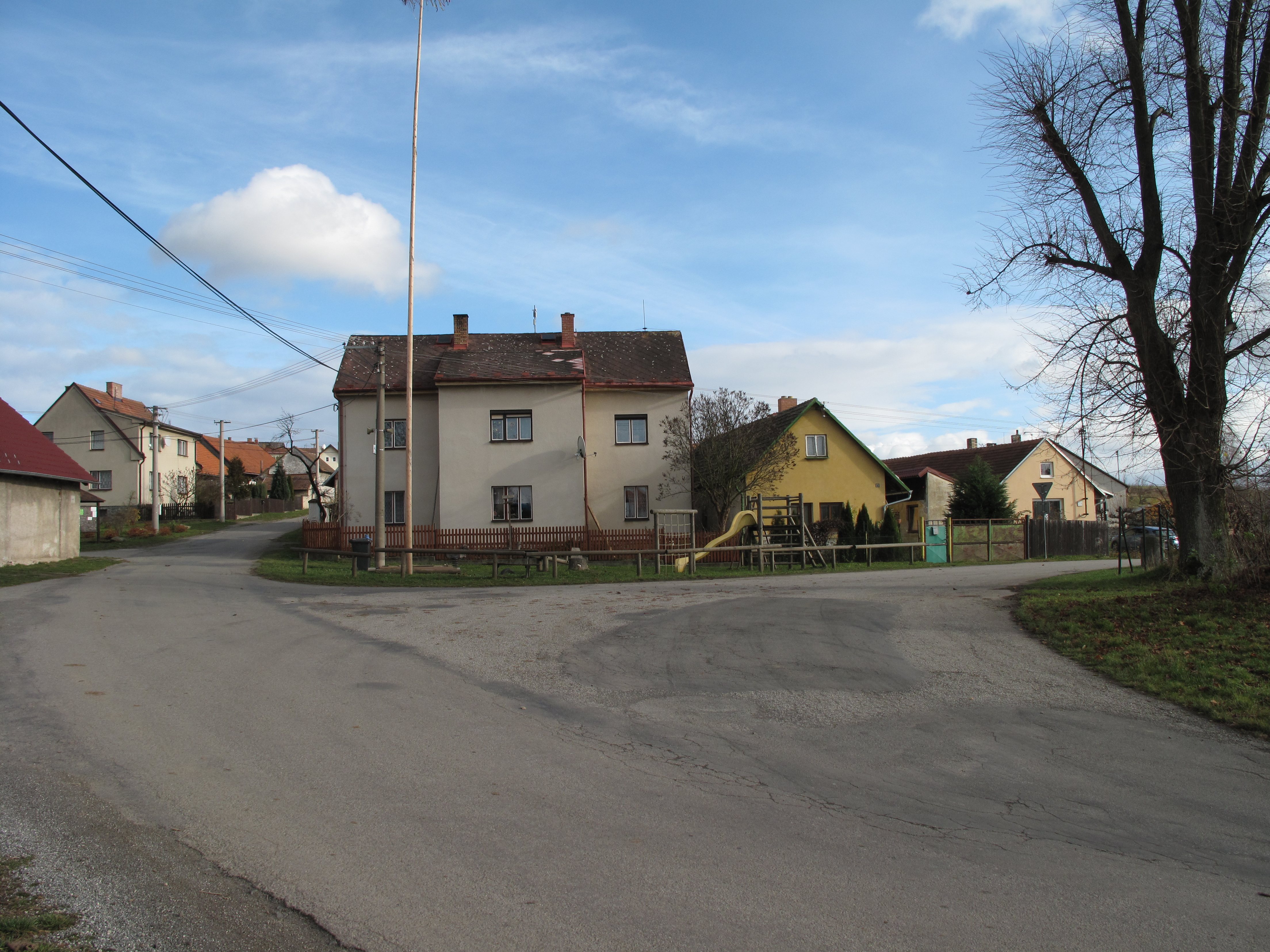
Náves
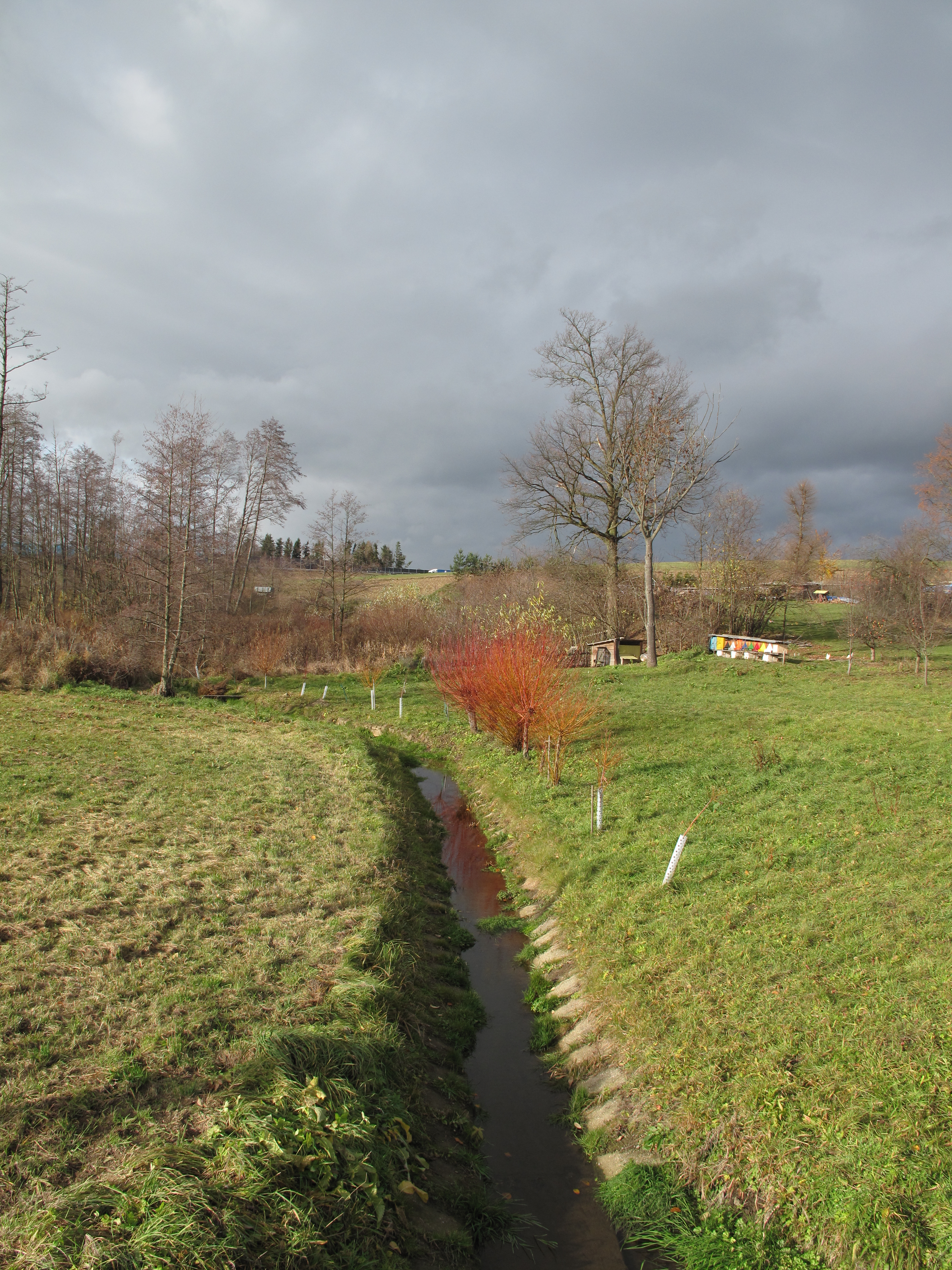
Potok
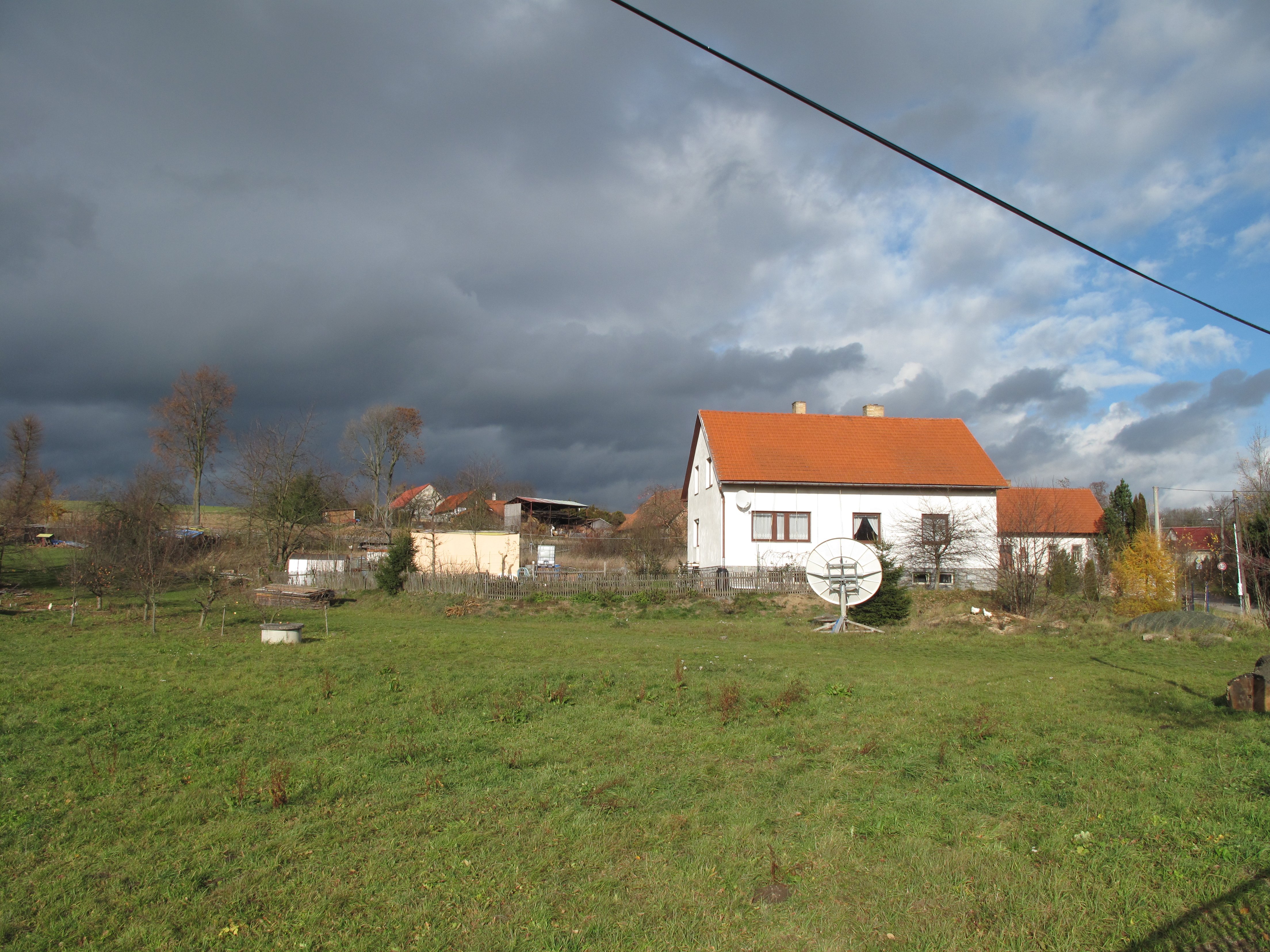
Satelit